# Kommando Lokkert
Kommando Lokkert - oddział szkoleniowo-wywiadowczy Abwehry podczas II wojny światowej
Oddział został utworzony w listopadzie 1941 r. w Warszawie. Na jego czele stanął Sonderführer Foulidis Zekonia, występujący pod fałszywym nazwiskiem Sewostian Dmitrijewicz Lokkert. W grudniu tego roku oddział rozmieścił się w rejonie Wołnowachy na okupowanej Ukrainie. Był on podporządkowany Abwehrgruppe-103. W oddziale były prowadzone krótkotrwałe kursy wywiadowcze. Jednocześnie szkolono 25-40 agentów. 1 grupa szkoleniowa (5-10 słuchaczy) składała się z Kozaków dońskich, kubańskich i terskich, pochodzących z ochotniczych oddziałów wojskowych w służbie niemieckiej. Przeszkolenie trwało od 5 do 20 dni, po zakończeniu którego byli małymi grupami przerzucani przez linię frontu na tyły Armii Czerwonej w celu prowadzenia działań rozpoznawczo-wywiadowczych. Sowietom w ramach operacji wywiadowczej krypt. "Zweno" udało się wprowadzić w szeregi Kommando Lokkert kilku agentów. Przejęli oni wysokie funkcje w oddziale, przekazując stronie sowieckiej liczne ważne informacje. Dzięki temu wszystkie grupy przerzucane przez front były od razu likwidowane przez służby bezpieczeństwa. Na przełomie kwietnia i maja 1943 r. Kommando Lokkert zostało przeniesione do wsi Woronowice pod Winnicą, przechodząc reorganizację. Pod koniec maja tego roku oddział przeniesiono w rejon Krzywego Rogu, ale pod koniec listopada powrócił do Woronowic. W międzyczasie pod koniec czerwca w Taganrogu został zabity Sonderführer F. Zekonia. Zastąpił go por. A. S. Maliszewski. W 1944 r. oddział został ewakuowany z Ukrainy. Pod koniec wojny znalazł się na terytorium Austrii, gdzie 8 maja 1945 r. część jego członków poddała się Amerykanom.